# Хуана Наваррская (графиня Фуа)
Хуа́на Нава́ррская (исп. Juana de Navarra; 9 ноября 1382, Барахас — июль 1413, Беарн), также известная как Жанна д’Эврё (фр. Jeanne d'Évreux, Joanna) — старшая дочь короля Наварры Карла III Благородного и Элеоноры Кастильской, наследница престола с 1402 по 1413 год и регент Наварры во время отсутствия отца.

## Биография
Хуана родилась 9 ноября 1382 года и была старшей из восьми детей Карла III и Элеоноры Кастильской. В 1401 году Хуана была обручена с королём Сицилии и инфантом Арагона Мартином I, чья первая жена Мария умерла, не оставив ему живых наследников. Но помолвка была расторгнута, а Мартин в 1402 году женился на младшей сестре Хуаны — Бланке.
12 ноября 1402 года Хуана вышла замуж за наследника графства Фуа Жана I. Супруги прожили в браке одиннадцать лет, детей у них не было. 3 декабря 1402 года в Олите, через месяц после свадьбы, Хуана была официально признана наследницей престола Наварры (после смерти её обоих братьев). Во время отсутствия родителей в стране Хуана управляла королевством.
Хуана умерла в июле 1413 года Беарне, наследницей престола Наварры стала Бланка (официальна признана 28 октября 1416 года в Олите), которая взошла на трон 8 сентября 1425 года вместе со своим вторым мужем, инфантом Арагона Хуаном II.

## Комментарии
1. ↑  Также Хуана была наследницей престола с момента становления её отца королём (1387 год) и до рождения своего младшего брата Карла 30 июня 1397 года[1].
2. ↑  В некоторых источниках указывается, что у Карла и Элеоноры было всего пятеро детей: двое сыновей и три дочери: Хуана, Бланка и Беатрис[исп.][2].